# André Jürgens
André Jürgens (* 3. Juli 1977) ist ein deutscher Basketballfunktionär und -schiedsrichter.

## Leben
Jürgens kam 1992 über eine Schularbeitsgemeinschaft zum Basketballsport. Er spielte in der Schulmannschaft und beim Verein HSG Uni Rostock. Beim 1994 gegründeten EBC Rostock engagierte er sich als Spieler, Trainer, Schiedsrichter, Hallensprecher und Funktionär. Als Mitglied der EBC-Herrenmannschaft spielte er Anfang September 1995 mit den Rostockern gegen den damaligen Zweitligisten Telekom Baskets Bonn. Das Spiel, das als einer der Höhepunkte der seinerzeit jungen Vereinsgeschichte eingestuft wurde, ging 35:157 verloren.
Anfang der 2000er Jahre wechselte er für ein Jahr als Spieler zum PSV Rostock. Nach dem Schulabschluss nahm Jürgens ein Sport- und Demographiestudium auf, ehe er eine Ausbildung zum Sport- und Fitnessfachwirt absolvierte. Gemeinsam mit Christian Stecher betrieb Jürgens ab Juli 2014 als Geschäftsführer die Werbeagentur „aktiv sportmanagement UG“, zu Jahresbeginn 2016 schied Stecher als Geschäftsführer des Unternehmens aus. Die Zusammenarbeit zwischen dem EBC Rostock und der Agentur endete im Frühjahr 2016 ebenfalls.
Bis Juni 2015 war Jürgens Vorsitzender des Basketballverbandes Mecklenburg-Vorpommern. Als Schiedsrichter leitete Jürgens Spiele in der 2. Basketball-Bundesliga und übernahm beim Basketballverband Mecklenburg-Vorpommern das Amt des Schiedsrichterwartes.
Als Trainer betreute er die Damen des PSV Rostock, ehe diese 2005 zum EBC überwechselten, wo sie weiterhin von Jürgens trainiert wurden und unter seiner Leitung 2007 als Vizemeister der 1. Regionalliga in die 2. Bundesliga aufstiegen. Nach diesem Erfolg gab er das Amt ab, ab Februar 2008 bis 2010 trainierte Jürgens die EBC-Herrenmannschaft. Bereits ab 2008 hatte er die sportliche Gesamtleitung des EBC Rostock inne. 2013 trat er das Amt des Vereinsvorsitzenden an. 2015 gab er das Ziel aus, mit der Herrenmannschaft, deren Name 2012 von EBC in Rostock Seawolves geändert wurde, bis 2020 die Basketball-Bundesliga erreicht zu haben. Unter Jürgens’ Leitung entwickelte sich der EBC Rostock in Bezug auf die Teilnehmerausweise zu einem der größten Basketballvereine innerhalb des Deutschen Basketball-Bundes: Ende des Jahres 2017 wurde der EBC bundesweit auf dem fünften Platz geführt. Die Herrenmannschaft stieg in Jürgens’ Amtszeit als Vereinsvorsitzender 2018 in die 2. Bundesliga ProA auf, darüber hinaus wurde unter seiner Führung die Breiten- und Leistungssportförderung im EBC-Jugendbereich erheblich ausgebaut, unter anderem durch das Projekt „Basketball macht Schule“, eine Grundschulliga sowie Rostocker Mannschaften in den Jugendleistungsklassen JBBL und NBBL. Jürgens trug in seinem Amt als Vereinsvorsitzender, aber auch als sportlicher Leiter und Verantwortlicher der Grundschulliga sowie als Jugend- und Erwachsenentrainer federführend zum Aufschwung im Rostocker Basketballsport bei. Er war weiterhin Hallensprecher bei den Heimspielen der Rostocker Profimannschaft, übte diese Tätigkeit ab 2014 bei mehr als 160 Heimspielen in Folge aus. Im November 2021 wurde Jürgens Vorsitzender des fortan hauptamtlichen Vorstands des Rostock Seawolves e.V. (Nachfolgeverein des EBC Rostock nach der Umbenennung). Im Mai 2022 gelang Jürgens’ Rostockern mit der Herrenmannschaft der Aufstieg in die Bundesliga und der Gewinn der Zweitligameisterschaft.